# 新圣保罗
新圣保罗是巴拿马奇里基省大卫区的一个城市。 该市面积为59平方（23平方英里），2010年时人口为1,752，故其人口密度为29.7名居民每平方（77名居民每平方英里）。 1990年时人口为1,192，2000年时人口为1,642。